# Etowah County
Etowah County är ett county i den amerikanska delstaten Alabama. 2012 uppskattades countyt ha 104 392 invånare. Den administrativa huvudorten (county seat) är Gadsden.

## Geografi
2013 hade countyt en total area på 1 420,95 km². 1 386,51 km² av arean var land och 34,44 km² var vatten.

### Angränsande countyn
- DeKalb County - nord
- Cherokee County - öst
- Calhoun County - sydöst
- St. Clair County - sydväst
- Blount County - väst
- Marshall County - nordväst

### Orter
- Altoona (delvis i Blount County)
- Attalla
- Boaz (delvis i Marshall County)
- Gadsden (huvudort)
- Glencoe (delvis i Calhoun County)
- Hokes Bluff
- Rainbow City
- Reece City
- Ridgeville
- Sardis City (delvis i Marshall County)
- Southside (delvis i Calhoun County)
- Walnut Grove